# Зелёная линия (Кипр)

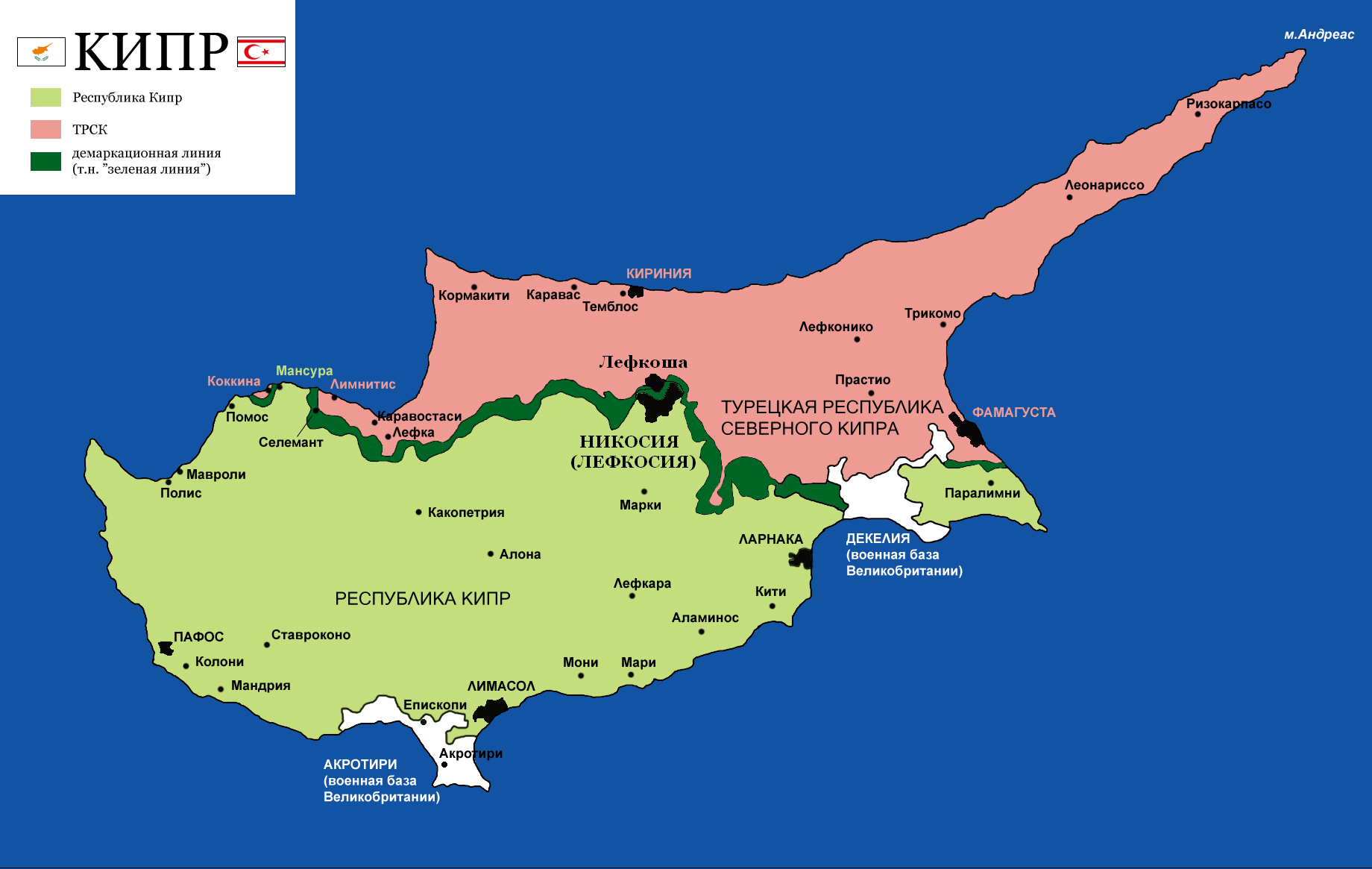
Карта Кипра. Темно-зелёным цветом отмечена Зелёная линия. Розовый цвет — непризнанная мировым сообществом Турецкая Республика Северного Кипра, светло-зелёный — Республика Кипр, белый — британские военные базы Акротири и Декелия

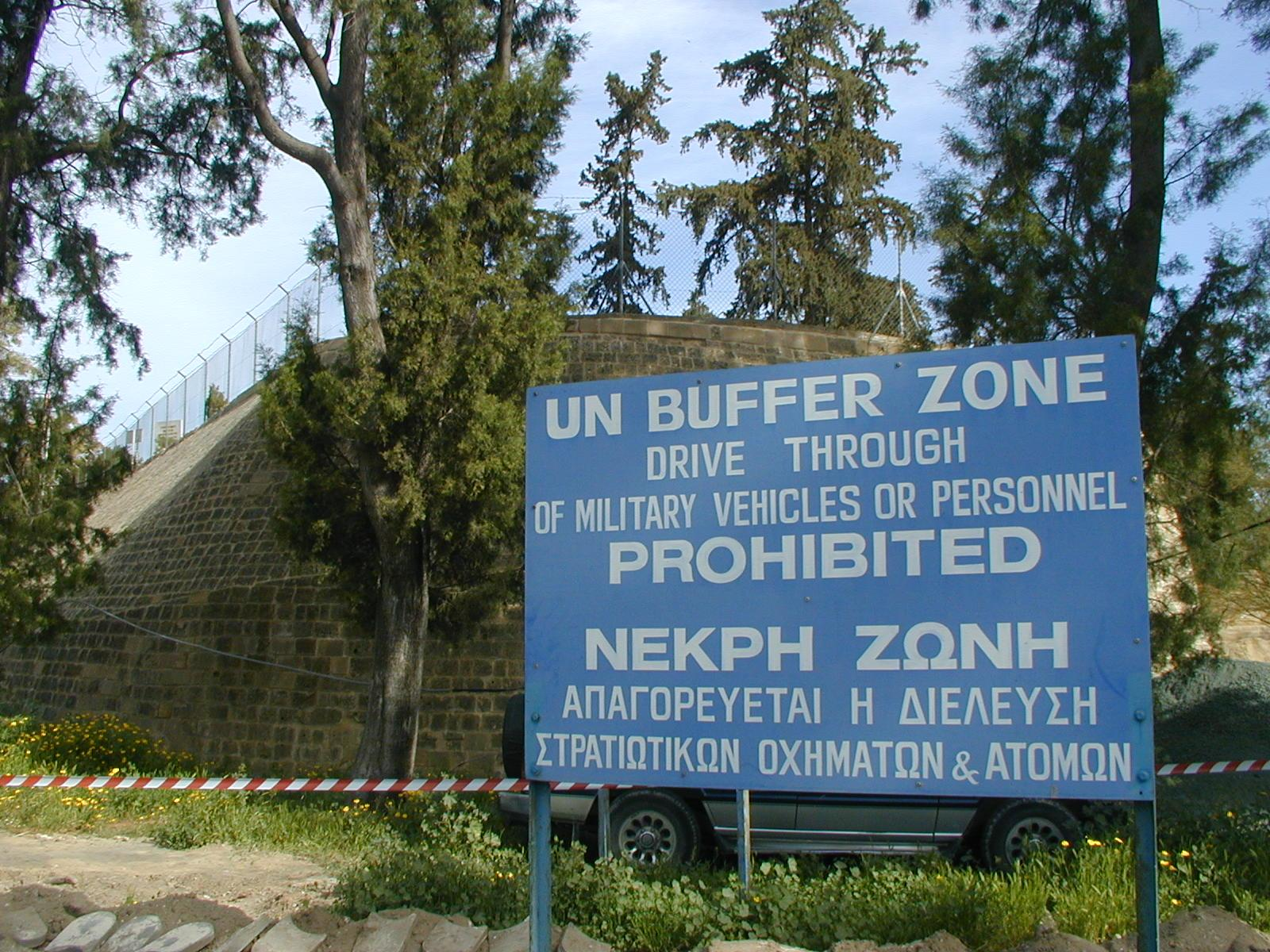
Буферная зона в Никосии

Зелёная линия (или линия Аттила, или буферная зона ООН на Кипре) (греч. Πράσινη Γραμμή; тур. Yeşil Hat) — это демаркационная линия, которая де-факто разделяет остров Кипр на две части: греческую (южную) и турецкую (северную). Пересекает столицу Кипра, Никосию. Охраняется контингентом Вооружённых сил ООН по поддержанию мира на Кипре (ВСООНК). Термин «Зелёная линия» был впервые использован в 1964 году, когда в результате беспорядков между местными греками и турками столица была разделена на греческую и турецкую части. В 1974 после турецкого вторжения на Кипр (так называемая операция «Аттила», отсюда название линия Аттила) ООН установила Зелёную линию как границу греческой и турецкой части острова.
Разделительную линию называют линией Аттилы, в честь турецкого кодового названия военной интервенции 1974 года: операции «Аттила». Турецкая армия построила барьер на северной стороне зоны, состоящий в основном из ограждения из колючей проволоки, сегментов бетонной стены, сторожевых вышек, противотанковых рвов и минных полей. Зона прорезает центр Никосии, разделяя город на южную и северную части. В общей сложности она занимает площадь 346 квадратных километров (134 квадратных миль), ширина варьируется от менее 20 метров (66 футов) до более 7 километров (4,3 мили). После падения Берлинской стены в 1989 году Никосия остается последней разделённой столицей Европы. Около 10 000 человек живут в нескольких деревнях и работают на фермах, расположенных в пределах зоны; деревня Пила известна как одна из немногих оставшихся деревень на Кипре, где греки и турки-киприоты до сих пор живут бок о бок. Другими деревнями являются Дения, Атиену и Трулли. Некоторые районы Зелёной линии не тронуты вмешательством человека и остались безопасным убежищем для флоры и фауны.

## География
Зона простирается на 180 км от западной части острова возле Пиргос-Като на восток, к югу от Фамагусты. Она проходит по центру старого города Никосии, тем самым деля город на южную и северную территорию. Ширина линии колеблется от 3,3 м в центральной Никосии до 7,4 километров в деревне Афиену.
На территории линии расположены 4 населённых пункта: Пила, Афиену, Трулли и Дения.

## Природа и экология
Большая часть территории Зелёной линии до недавнего времени была практически не затронута деятельностью человека. Остатки старых деревень, магазины и другие напоминания о некогда прожитых жизнях разбросаны по всей буферной зоне.
Буферная зона пока ещё остается убежищем для флоры и фауны, которые процветают благодаря почти полному отсутствию охотников и других форм человеческого вмешательства.
Кипр считается «горячей точкой» биоразнообразия со значительным разнообразием видов флоры и фауны. В настоящее время идентифицировано 2000 таксонов, из которых 145 идентифицированы только на Кипре.
Тем не менее сохранение биоразнообразия сталкивается с проблемами и угрозами, связанными главным образом с деятельностью человека, такой как развитие туризма, урбанизация, беспрепятственное строительство, изменение климата, загрязнение окружающей среды, инвазивные виды, незаконная охота, чрезмерный выпас скота и лесные пожары. Основываясь на недавних оценках популяционного статуса острова, 23 таксона классифицируются как «регионально вымершие», 46 — как «находящиеся под угрозой исчезновения», 64 — как «находящиеся под угрозой исчезновения», 128 — как «уязвимые», 45 — как «недостаточно данных», и 15 как «находящиеся под угрозой». Давление и угрозы, создаваемые для местообитаний и видов от внешних факторов, таких как деятельность человека, значительно снижены в буферной зоне. Аналогично демилитаризованной зоне Кореи или бывшему железному занавесу в Германии буферная зона Кипра является убежищем для находящихся под угрозой исчезновения видов флоры и фауны. Уменьшение вмешательства человека в этот район привело к уменьшению фрагментации среды обитания, что создало необходимые условия для того, чтобы природа освоила пространство и исчезающие виды размножились.
Результаты исследования показали, что в буферной зоне процветают редкие виды, такие как зайцы Lepus europaeus cyprium и эндемичная мышь Mus cypriaca. Что касается птиц, то были зарегистрированы значительные популяции видов, которым грозит потеря среды обитания за пределами буферной зоны, таких как евразийская авдотка Burhinus oedicnemus, северный чибис Vanellus vanellus и жаворонок Melanocorypha calandra. Для этих приоритетных видов птиц буферная зона оказалась спасительным убежищем, поскольку за пределами Буферной зоны их численность сокращается. Согласно герпетологическому исследованию, в буферной зоне также были обнаружены более распространённые виды, такие как ящерицы (особенно гекконы и сцинксанды), ежи Hemiechinuc auritus , лисы Vulpes vulpes indutus , кипрские вислокрылая змея Dolicophis jugularis cypriacus и пресноводная черепаха.
Кипрский муфлон является крупнейшим наземным диким млекопитающим на острове и обитает в северо-западной части горного хребта Троодос.
Департамент лесного хозяйства в июне 2012 г. отметил, что национальные программы селекции и защиты не были бы такими успешными, если бы не существовало Буферной зоны. Кипрская буферная зона стала де-факто экологическим заповедником для муфлонов, а также других видов. Этот аргумент также подтверждается исследованием биоразнообразия, в котором утверждается, что заброшенные населённые пункты (например, такие как Variseia) обладают самым высоким видовым богатством. Около 300 муфлонов находят убежище в одной из заброшенных деревень. Муфлоны извлекли выгоду из существования буферной зоны, поскольку она создала несколько коридоров дикой жизни вдоль долин ряда рек, текущих из Южной части в Северную. Комбинация систем открытых и богатых травами ландшафтов с достаточным количеством холмов и, что более важно, отсутствие какой-либо фрагментации среды обитания способствовали процветанию муфлонов в буферной зоне.
Пляж квартала Вароша служит родильным домом для средиземноморских морских черепах, внесённых всеми странами средиземноморского бассейна (в том числе Кипром и ТРСК) в список исчезающих. Однако в связи с открытием города с турецкой стороны будущее гнездовой популяции черепах, появившейся здесь в 1970-х гг., выглядит туманным.
Таким же неопределённым выглядит и будущее средиземноморского тюленя монаха, охраняемого конвенциями всех стран средиземноморского бассейна и, вероятно, ещё встречающегося в Буферной зоне.